# Klášterní pivovar v Doksanech
Klášterní pivovar v Doksanech v okrese Litoměřice v Ústeckém kraji sestává z několika objektů, které jsou součástí památkově chráněného areálu zdejšího kláštera premonstrátek. Barokní pivovar, vybudovaný v 70. letech 17. století, ukončil provoz v roce 1946 a od té doby chátrá.

## Historie
Historie doksanského kláštera začíná v první polovině 12. století. Traduje se, že klášter tzv. bílých premonstrátek v roce 1144 založila v močálovité krajině u brodu přes řeku Ohři Gertruda Babenberská, první manželka českého knížete Vladislava II. Stalo se tak pouhé dva roky po vzniku mužského kláštera premonstrátů v Praze na Strahově a 21 let po schválení řehole premonstrátů.

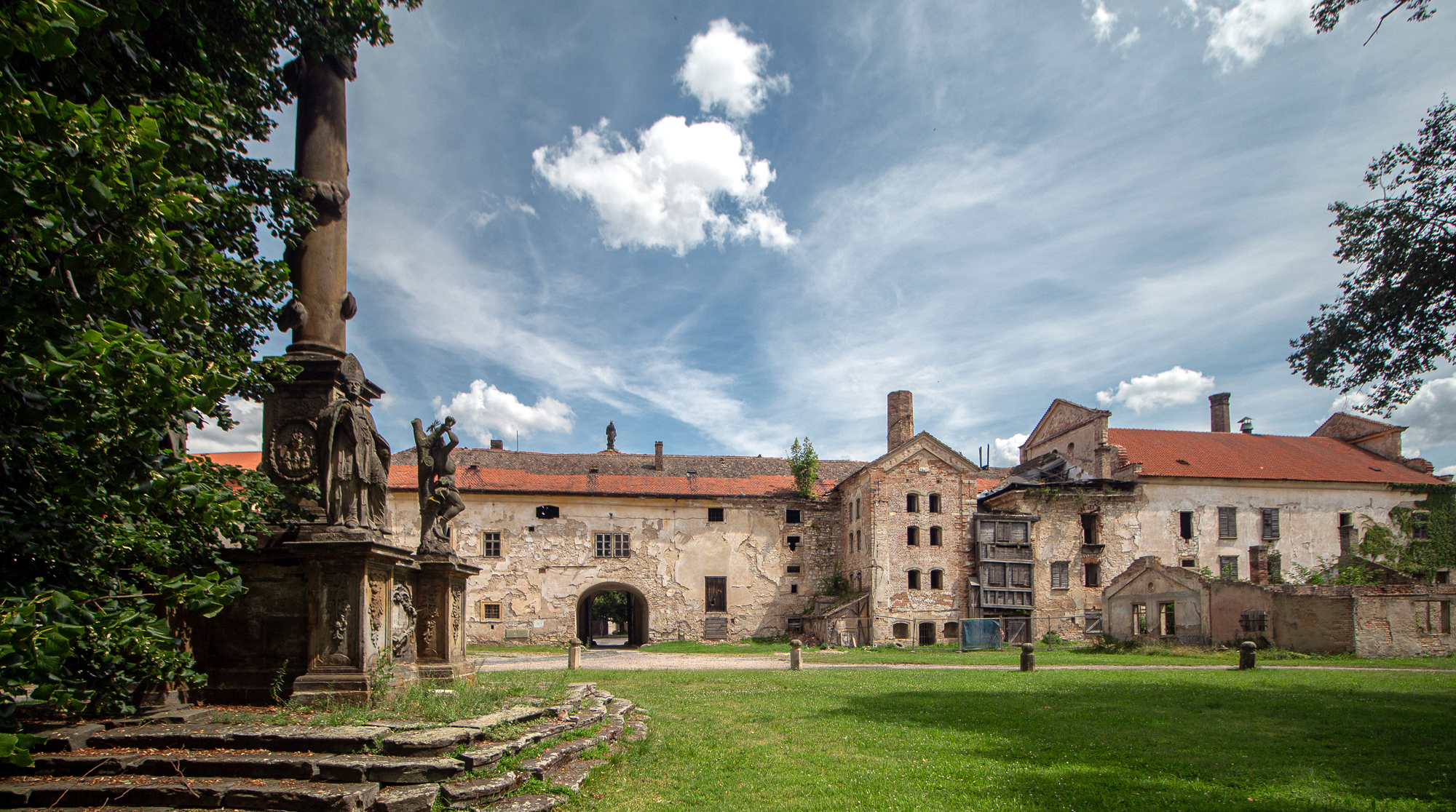
Pohled od mariánského sloupu přes klášterní dvůr na vstupní bránu a pivovar

V průběhu staletí byl klášter několikrát zničen požáry či válečnými událostmi a poté byl opět obnoven. Osudovým se pro něj stal rok 1782, kdy byl klášter tři roky poté, co jej císař Josef II. navštívil, na základě jeho reforem zrušen.
Klášter byl následně předán do správy náboženského fondu. Z prelatury a konventu vznikla vojenská nemocnice, jednu dobu bývalý klášter sloužil i jako vojenská kasárna. Klášterní kostel Narození Panny Marie s románskou kryptou, v níž byla pohřbena kněžna Gertruda Babenberská, se stal místním farním kostelem.

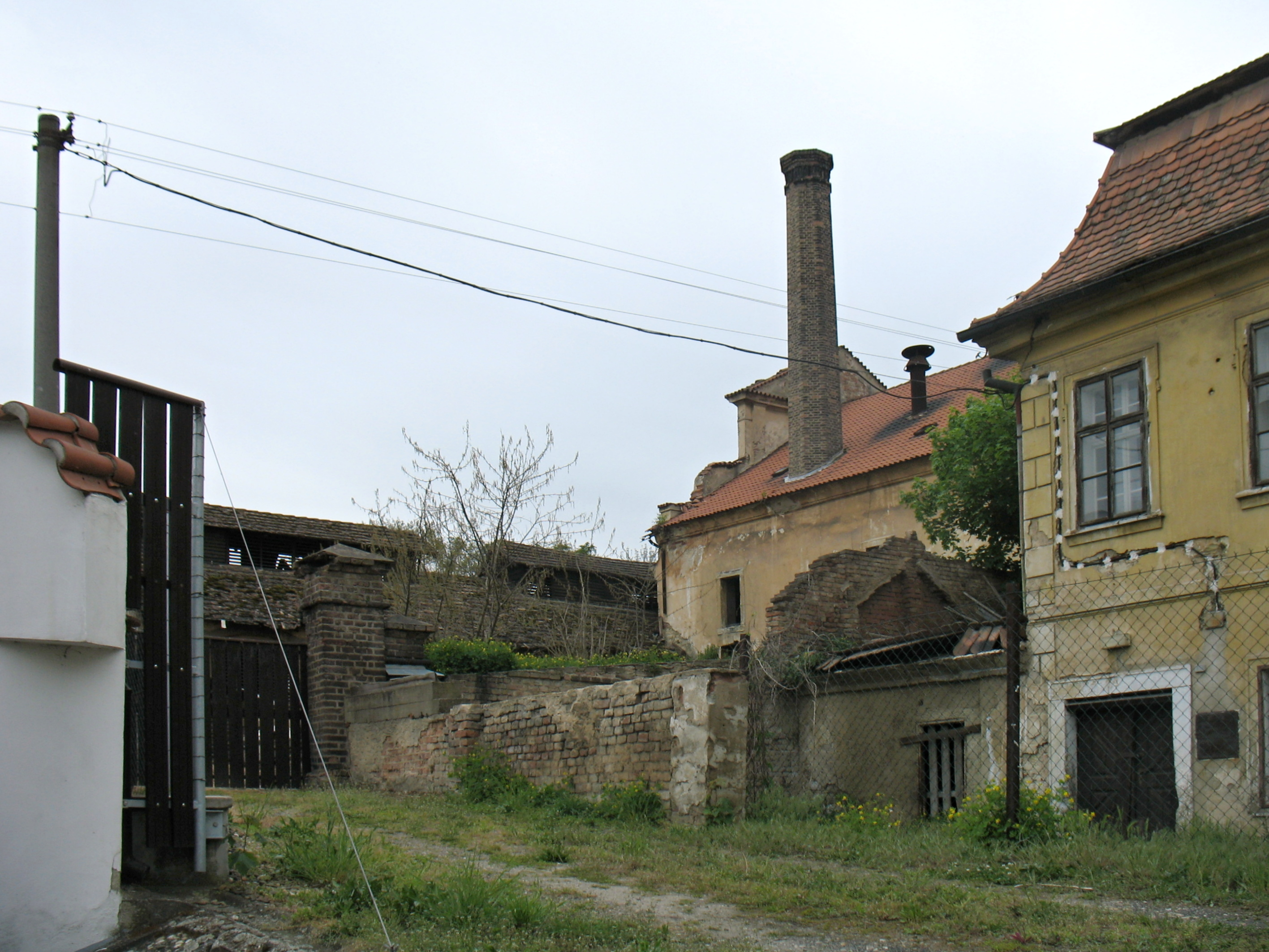
Výhled na budovu štoků a pivovarský dvůr od cesty k doksanskému mlýnu

V letech 1790 až 1798 měla doksanské panství v nájmu kněžna Terezie Poniatowská, rozená Kinská, která klášterní prelaturu nechala přebudovat na zámek. Roku 1799 koupil Doksany vídeňský velkoobchodní dům Ochs-Geymüller. V roce 1804 se majitelem panství stal svobodný rytíř Jan Antonín Lexa z Aehrenthalu, což by zbohatlý pražský měšťan, který si zakoupil šlechtický titul. Aehrenthalové pak v Doksanech hospodařili až do roku 1945.
Klášter měl rozsáhlé hospodářské zázemí, které plnilo svou funkci od jeho založení po celá staletí včetně období po vynuceném odchodu premonstrátských řeholnic. Původně se jednalo o dřevěné stavby, které byly postupně nahrazovány zděnými budovami.

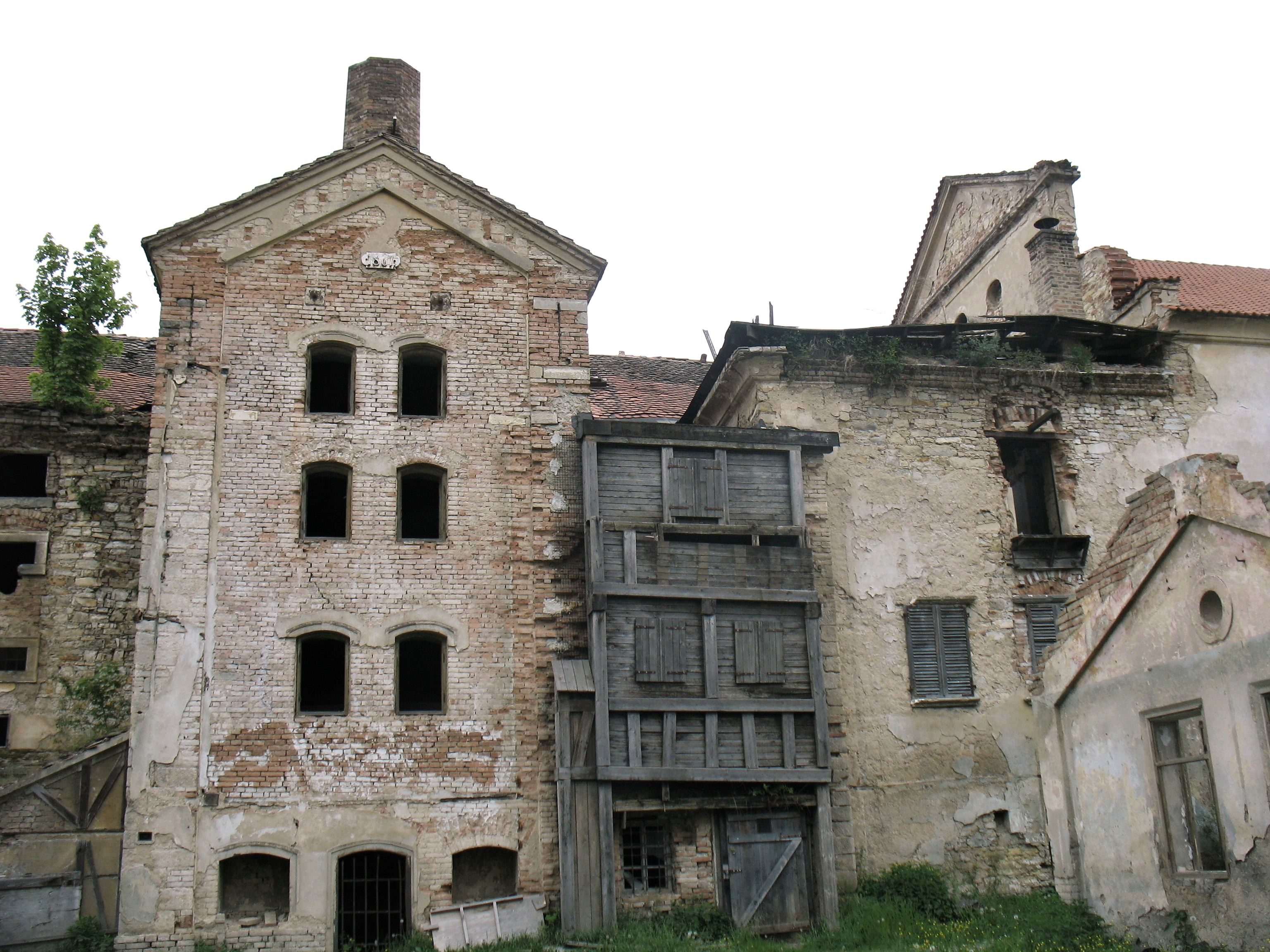
Hvozd s osmibokým komínem a s letopočtem 1867 ve štítu

Hlavní objekty klášterního pivovaru, které se dochovaly až do 21. století, byly postaveny v letech 1671 až 1674, pivovar byl následně rozšířen o starší sousední severněji položenou renesanční budovu z roku 1555.

V roce 1867 byl postaven třípatrový hvozd s polygonálním komínem nad sedlovou střechou. Mezi roky 1874 až 1882 v pivovaru působil sládek Matěj Brejcha. Pravděpodobně za jeho působení pivovar přešel na parostrojní provoz. Autorem s tím souvisejících nezbytných stavebních úprav pivovaru mohl být nejspíše pražský stavitel Josef Marek, který pro Aehrenthaly navrhl už předtím i stavbu doksanského cukrovaru. Ještě ve 30. letech prošlo turbínové zařízení pivovaru kompletní rekonstrukcí, v roce 1928 byly dodány nové varní kotle. Největší výstav zaznamenal pivovar v produkčním roce 1911/1912, kdy zde bylo vyrobeno 14 300 hektolitrů piva.

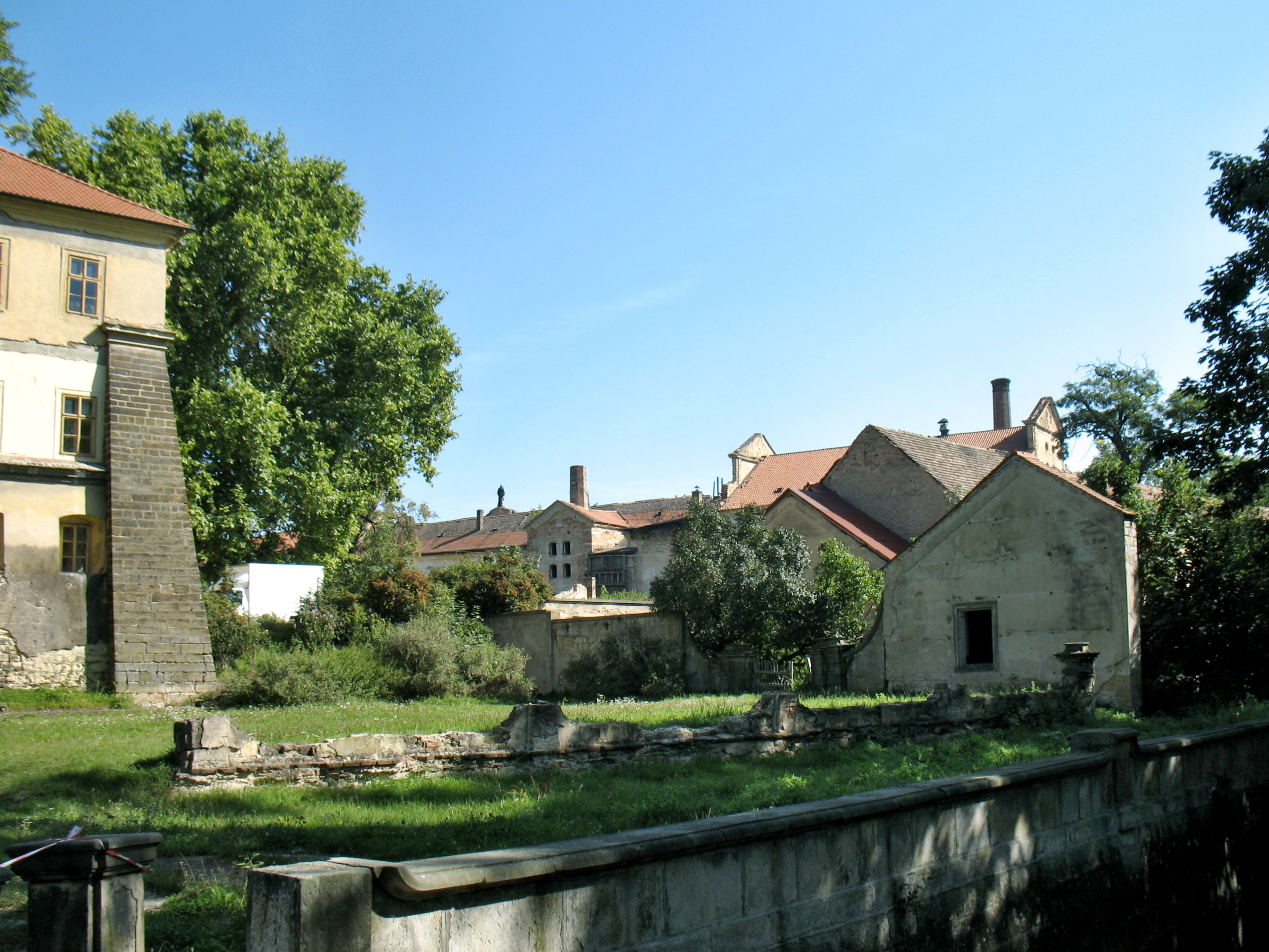
Pohled na I. nádvoří a pivovar od jihozápadu (od lávky přes Mlýnský potok)

Po roce 1945 bylo panství zkonfiskováno a kromě klášterního kostela Narození Panny Marie a budovy farního úřadu bylo převedeno pod Státní statek Roudnice nad Labem. O rok později byl pivovar zrušen výměrem československého ministerstva výživy. Klášterní kostel a budova farního úřadu však zůstaly i nadále církevním majetkem.
Konvent a prelatura od 1. ledna 1972 spadaly do správy Krajského střediska památkové péče a ochrany přírody v Ústí nad Labem. 
V roce 1997 některé budovy v severní části areálu koupil Strahovský klášter, ostatní vesměs zchátralé objekty zůstaly ve vlastnictví státu. V roce 2002 byla dokončena základní oprava západního křídla kláštera a do Doksan se mohly vrátit první premonstrátky.
Od srpna 2017 do srpna 2020 byl chátrající klášterní pivovar ve správě Národního památkového ústavu, poté správa přešla na Úřad pro zastupování státu ve věcech majetkových. V listopadu 2023 Úřad pro zastupování státu prodal doksanský klášterní pivovar soukromé firmě. O koupi se přihlásil jediný zájemce, který za tuto rozsáhlou nemovitost nabídl 3,3 milionu korun.
Národní památkový ústav po roce od prodeje v prosinci roku 2024 konstatoval, že střešní krytina na části pivovaru je narušená a vypadaná, klempířské prvky zde chybí. Dochází k zatékání do interiéru stavby a degradaci zdiva i dřevěných konstrukcí. Část stropů je propadlá, dřevěné schodiště vedoucí z přízemí do patra je narušené. Krovy jsou zřejmě napadené dřevokaznými houbami a část prvků již neplní pro degradaci svou funkci. Velká část omítek je opadaná. Okenní výplně jsou v havarijním stavu, část chybí, patrné jsou i statické poruchy. Celkový stav památky byl klasifikován stupněm 4, což znamená „havarijní stav“.

## Popis
Pivovar stojí na jihovýchodní straně klášterního areálu, přičemž jeho nejsevernější, původně renesanční budova navazuje na hlavní vstupní objekt čp. 2 s bránou. Při pohledu od silnice druhé třdy č. 608, která vede středem obce, je hlavní část pivovaru zakrytá před ní stojící barokní budovou bývalé fary čp. 27, jež rovněž patří do areálu kláštera.
Pivovar tvoří soubor čtyř staveb, který se skládá z obdélných barokních staveb se sedlovou střechou, volutovými štíty a komínem, dále z objektu se sedlovou střechou a větracími věžicemi, který sloužil pro skladování sladu a nakonec z třípatrového hvozdu s osmibokým komínem varny nad sedlovou střechou. Na štítu hvozdu neboli pivovarské věže, postavené na čtvercovém půdorysu, je vyznačen letopočet „1867“ Pod pivovarem se nacházejí velké sklepy, které se větví do dvou směrů.